# 카르다쇼프 척도
카르다쇼프 척도(영어: Kardashev scale)는 문명의 기술발전을 분류하는 일반적인 방법으로, 1964년에 소련의 천문학자 니콜라이 세묘노비치 카르다쇼프(Никола́й Семёнович Кардашёв)가 처음으로 제안했다. 이 척도는 문명이 사용하는 에너지에 따라 3단계로 분류되며, 로그함수 모양으로 증가된다:
- I 유형 — 문명이 하나의 행성에 내리쬐는 에너지를 100% 이용하는 유형으로, 대략 1016 와트이다.[1]. 실제의 숫자는 일정치가 않다. 지구는 태양으로부터 약 1.74 ×1017 W (174 페타와트)정도의 에너지를 받는다고 추산된다. 카르다쇼프 척도의 원본 I 유형의 정의는 4 ×1012 W이다. (카르다쇼프의 I 유형의 원 정의는 "현재 지구의 기술수준과 유사하다"인데, 여기서 현재는 1964년을 의미한다[2].)
- II 유형 — 문명이 하나의 항성에서 나오는 에너지를 100% 이용하는 유형으로 약 4 ×1026 W 정도이다.[1] 이 수치도 일정하지 않다. 태양에서 최대한으로 뽑을 수 있는 에너지는 3.86 ×1026 W 인데비해, 카르다쇼프 척도의 원 정의는 4 ×1026 W이다.[2].
- III 유형 — 문명이 은하에서 나오는 에너지를 100% 이용하는 유형으로, 대략 4 ×1037 W 정도이다.[1] 이 수치는 극단적으로 일정하지 않으며, 은하는 너무 크기가 거대하기에, 대락적으로 은하수에서 뽑아 낼 수 있는 에너지로 통계를 낸다. 카르다쇼프의 원 III 유형의 정의는 4 ×1037 W이다.T[2].

카르다쇼프의 척도는 가설일 뿐이나 SETI 연구자, 과학 소설 작가들, 그리고 미래학자들의 이론적인 프레임워크 생성에 사용된다.
에너지 총계를 멀리 추측해볼 때, 10초 동안의 뉴트리노 폭발로 초신성이 폭발할 때 1046 줄이 나오는 것에 대해서 생각해 볼 필요가 있는데, 이건 대략 III 유형의 문명 1000개를 1년 이상 운영할 수 있을 정도의 에너지이다.

## 현재 인류문명의 상태
현재 인류는 태양으로부터 받고 있는 에너지를 100% 이용하는 I 단계 문명에 근접하고 있으며, 현재 인류문명은 0 유형이다. 비록 카르다쇼프의 원 제안이 중간 값으로 이야기되고 있지 않지만, 칼 세이건은 카르다쇼프의 원 제안을 보완, 외삽하면 쉽게 정의를 내릴 수 있다고 주장하였다. 1973년 칼 세이건은 인류 문명이 0.73이라 계산해내었고, 이건 카르다쇼프의 0 유형과 I 유형과 관련성이 있다.
카르다쇼프의 척도는 이 공식을 사용한다:
{\displaystyle K={\frac {\log _{10}{W}-6}{10}}}
{\displaystyle K}는 문명의 카르다쇼프 척도이며, {\displaystyle W}는 에너지원에서 방출하는 에너지이다. 칼 세이건은 10 테라와트를 {\displaystyle W}로 잡았고, 현재 제안된 값보다 훨씬 높아지게 되었다. 세이건의 과대평가는 인류 문명의 {\displaystyle K}수의 작은 차이점에 관계하고 있다(밑의 표 참조). 게다가 칼 세이건은 카르다쇼프 척도와 비슷한 척도를 만들었고(그의 척도는 정보의 양으로 분류한다), 1973년 인류문명을 0.7H 문명으로 규정하였다. (H는 1013 비트정도의 정보와 유사하다).
국제 에너지 기구의 예상치의 과거와 예측된 행성에너지의 양은 카르다쇼프 척도로 어림된다:
| Year | 에너지 생산 | 에너지 생산 | 에너지 생산 | 에너지 생산 | 카르다쇼프 척도 |
| Year | 엑사줄/년   | 테라와트    | 쿼드/년     | mtoes/년    | 카르다쇼프 척도 |
| ---- | ----------- | ----------- | ----------- | ----------- | --------------- |
| 1900 | 21          | .67         | 20          | 500         | 0.58            |
| 1970 | 190         | 6.0         | 180         | 4500        | 0.67            |
| 1973 | 260         | 8.2         | 240         | 6200        | 0.69            |
| 1985 | 290         | 9.2         | 270         | 6900        | 0.69            |
| 1989 | 320         | 10          | 300         | 7600        | 0.70            |
| 1993 | 340         | 11          | 320         | 8100        | 0.70            |
| 1995 | 360         | 12          | 340         | 8700        | 0.70            |
| 2000 | 420         | 13          | 400         | 10000       | 0.71            |
| 2001 | 420         | 13          | 400         | 10000       | 0.71            |
| 2002 | 430         | 14          | 410         | 10400       | 0.71            |
| 2004 | 440         | 14          | 420         | 10600       | 0.71            |
| 2010 | 510         | 16          | 480         | 12100       | 0.72            |
| 2030 | 680         | 22          | 650         | 16300       | 0.73            |

## 문명과의 관련
많은 역사적 예들, 예를 들어 산업혁명과 같이 문명은 거대한 규모의 변이를 받는다. 문명이 가능한 자원을 한계까지 다 써버리거나 새로운 에너지원을 개발 혹은 발견하여, 카르다쇼프 척도의 유형이 변경될때는 사회적 대변동이 일어날 가능성이 매우 크다.

## 같이 보기
- 니콜라이 카르다쇼프
- 드레이크 방정식
- 우주 문명의 단계설
- 천체공학
- 클라크의 삼법칙
- 테라포밍
- 화이트의 법칙 (White's law)
- HD 164595
- KIC 8462852